# ثيف: ذا دارك بروجكت
ثيف: ذا دارك بروجكت (بالإنجليزية: Thief: The Dark Project)‏، هي لعبة فيديو من نوع البقاء، صدرت سنة 1998 والتي تعمل لأنظمة تشغيل مايكروسوفت ويندوز الحصرية، وهي من تطوير ستوديو لوكينغ غلاس ستوديوز الأمريكية ومن نشر آيدوس إنتراكتيف، وتهدف اللعبة بأن يأتي اللص المحترف ليسرق كل من يريد في الأماكن المجهولة.

## روابط خارجية
- ثيف: ذا دارك بروجكت على موقع IMDb (الإنجليزية)